# Francesc Casanovas
Francesc Casanovas Gorchs (Barcelona, 1853-11 de noviembre de 1921) fue un pintor, cantante de ópera, crítico de arte, comediógrafo, director de escena y empresario español.

## Biografía
Formado en la Escuela de la Lonja de Barcelona, como mínimo en 1871-72, expuso por primera vez el 1877 en la Asociación del Fomento de las Bellas artes de Gerona. Muy aficionado a Italia, ya fue a ese país, al menos, en 1880. En 1882 estrenó en el Teatro Romea la comedia Infanticidi!, versión personal de una pieza italiana.
Entre 1886 y 1889 recorrió Italia integrado en compañías de ópera donde cantaba papeles de bajo. De esta época queda un carné de notas (Biblioteca de Cataluña) con apuntes del natural de ensayos, intérpretes y paisajes de los lugares por donde pasaba.
De nuevo en Barcelona, en 1891 participó en la I Exposición General de Bellas artes. Nuevas comedias estrenadas por él (Mala jugada (1891) y L'última voluntat (1892), se publicaron también con ilustraciones suyas. Fue también el ilustrador principal de la revista La Llanterna de Manresa (1898-99).
Publicó la monografía Catedral de Palma de Mallorca (1898) y puso textos en el volumen Arquitectura moderna de Barcelona (1900).
Fue el crítico de arte del diario La Publicidad y de la revista Álbum Salón (1900-1907), defendiendo una línea moderada.
Si bien esporádicamente volvió a cantar, en el Gran Teatro del Liceo de Barcelona, a partir de 1901 fue el director artístico y llevó a cabo también todo tipo de tareas, entre las cuales se encuentran la de traductor y diseñador de vestuario. En 1911 desempeñó durante una temporada como empresario del teatro.
Desde 1907 volvió a ejercer la pintura y expuso varias veces, en exposiciones individuales (en la Sala Parés) y colectivas.
Los últimos años de su vida se integró al activo taller Renart, de artes suntuarias, donde Joaquim Renart hizo de él varios apuntes.
El fondo personal de Francesc Casanovas se conserva en la Biblioteca de Cataluña.